# Clive Burr
Clive Burr (født 8. marts 1957, død 12. marts 2013) var en engelsk trommeslager, der især var kendt som medlem af Iron Maiden i perioden 1979-1982.

## Karriere
Clive Burr var oprindeligt medlem af gruppen Samson, inden han i 1979 kom med i Iron Maiden. Efter at have aflagt prøve på anbefaling af gruppens daværende guitarist Dennis Stratton kom Burr til at spille trommer på gruppens første tre album: Iron Maiden, Killers og The Number of the Beast, hvor sidstnævnte gav gruppen sit gennembrud, og som også var det første, hvor Bruce Dickinson var med (Dickinson havde været med i Samson, efter at Burr havde forladt denne gruppe). På turneen i kølvandet på The Number of the Beast blev Burr fyret fra Iron Maiden og erstattet af gruppens nuværende trommeslager, Nicko McBrain.
Burr var i sin tid i gruppen med til at skrive numrene "Gangland" og "Total Eclipse"; førstnævnte kom med på The Number of the Beast, mens sidstnævnte først blev udgivet som bagside på "Run to the Hills" og senere på en remastered udgave af The Number of the Beast.
Flere år senere forklarede Burr i et interview med bladet Classic Rock, hvordan han opfattede afskeden med Iron Maiden. Afskeden havde gennem årene været omgærdet med en del mystik, så der var fremkommet mange mulige forklaringer, men de fleste af disse affærdigede Burr som "sludder". Selv antydede han, at han var blevet presset ud.
Efter bruddet med Iron Maiden spillede Clive Burr i en række forskellige grupper, blandt andet supergruppen Gogmagog, der også bestod af folk som den tidligere Iron Maiden-sanger Paul Di'Anno og den kommende Iron Maiden-guitarist Janick Gers. Mange af hans gruppemedlemskaber var relativt kortlivede.

## Sygdom
Gennem årene fik Burr i stigende grad besvær med at styre sine hænder, herunder holde på trommestikkerne. I 1994 blev han diagnosticeret med multipel sclerose, og han måtte efterhånden acceptere at være afhængig af en kørestol. Et fond, Clive Aid, blev oprettet som støtte for både Burr og andre med multipel sclerose. Burr bakkede selv op om dette fond ved ind imellem at møde frem til støttearrangementer. I hans sidste år støttede Iron Maiden ham ved at give en række støttekoncerter, hvorfra overskuddet gik til et nydannet fond, Clive Burr Multiple Sclerosis Trust Fund, der støttede Burr økonomisk.
Han døde af komplikationer af sin sygdom få dage efter sin 56 års-fødselsdag.